# ليلى بنت المهلهل
ليلى بنت عدي بن ربيعة شَاعِرة من شعراء العرب وسيدة مِن سيِدات العرب الفاضلات في الجاهلية وتُعد من أعز نساء العرب، وذات آنفة وكرامة وشمم.
والِدها الفارس المهلهل عدي بن ربيعة وعمها الملِك كليب بن ربيعة وَزوجها سَيِد تغلب كلثوم بن مالك وإبنها شَاعر المُعَلَقة والفارس المُلقب بأعز العرب عمرو بن كلثوم وحَفيدها سيد قومه الأسود بن عمرو بن كلثوم.

## نسبها
- ليلى بنت المهلهل عدي بن ربيعة بن الحارث بن زهير بن جشم بن بكر بن بن حبيب بن عمرو بن غنم بن تغلب بن وائل بن قاسط بن هنب بن أفصى بن دعمي بن جديلة بن أسد بن ربيعة بن نزار بن معد بن عدنان.[3]
- امها هند بنت بعج بن عُتيبة.[4]

## حياتها

### ولادتها
قيل: إن المهلهل لما تزوج هنداً فولدت له بنتاً حار في أمره وفكر في وأدها على عادة العرب في الجاهلية وقال لزوجته: يا بنت عُتيبة، إقتلي
هذه الوليدة لئلا نفتضح بين العربَ، فأشارت هند بإنها ستفعل ذلك، ولكن عاطفة الأمومة وصرخات الوليدة منعتها فدعت بخادمة أمينة لها وأمرتها أن تُغيب الوليدة عنها وتبعدها عن أنظار المهلهل حتى لا يكون نصيبها الوأد، وأطمأن المهلهل إلى أن العار الذي لحقه سيتلاشى ويدفن في رمال الصحراء، فلما نام المهلهل هتف به هاتف يقول:
فاستيقظ مذعوراً وقال: يا هند أين ابنتي، قالت وأدتها كما أشرت آنفاً، قال: كلا وإله ربيعة، فأصدقيني، فأخبرته
فقصت عليه قصتها مع الخادمة فقال لها : حسناً فعلت أحسني غذائها وأطلقي عليها اسم ليلى.

### زواجها وإنجابها
كبرت ليلى فأصبحت فتاة ذات جمال ودلال وبهاء ودهاء فَتزوجت كلثوم بن مالك أحد أسياد وأشراف بني تغلب فَحملت وإذا بِها في المنام وقد اقترب موعد ولادتها، تسمع من يقول لها:
فولدت ليلى عمرو بن كلثوم سَيد بني تغلب وفارسهُم وشاعرهُم وقد سادهُم وهو صاحب خمسة عشر عاماً فَقَط.

### ليلى بنت المهلهل وهند بنت الحارث بن حجر بنآكل المرارالكندي
قيل أن ملك الحيرة عمرو بن المنذر قال ذات يوم لجلسائه:
هل تعلمون أن أحداً من أهل مملكتي يأنف أن تخدم أُمه أُمي.
وأمه هيَ هند بنت الحارث بن حجر بن الملك آكل المرار الكندي وزوجها الملك المنذر بن ماء السماء وبنت أخ الملك والشاعِر امرئ القيس بن حجر وابنها ملِك أيضاً وادعت أنها أشرف نساء العرب لِذا قال ابنها ما قاله عندئذ فقالوا:
لا ما خلا عمرو بن كلثوم يأنف ذَلِكَ.
فقال: 
فَلِم ذلك؟
قالوا:
لأن أُمه ليلى بنت المهلهل عدي بن ربيعة شَاعِر العرب وعَمها كليب بن ربيعة ملِك العرب، وزوجها كلثوم بن مالك أفرس العرب وإبنها عمرو بن كلثوم سيد وأعز العرب.
فسكت عمرو بن المُنذر على ما في نفسه، ثم بعث إلى عمرو بن كلثوم يستزيره وأن تزور ليلى هنداً.
فقدم عمرو في فرسان تغلب، ومعه أمه ليلى، فنزل شاطيء الفرات وبلغ عمرو بن هند قدومه. فأمر بِخيمة فضربت بين الحيرة والفرات وأرسل إلى وجوه مملكته فصنع لهم طعاماً ثم دعا الناس إليه فقرب إليهم الطعام على باب السرادق وهو وعمرو بن كلثوم وخواص من الناس في السرادق، ولأمه هند في جانب السرادق قبة وليلى بنت المهلهل مَعها في القبة.
وقد قال عمرو بن هند لأمه هند:
إذا فرغ الناس من الطعام فلم يبق إلا الطُرَف فنحّي خدمك عنك، فإذا دعوت بالطرف، فاستخدمي ليلى ومريها فلتناولك الشيء بعد الشيء.
ففعلت هند ما أمرها إبنها حتى إذا دعا بالطرف قالت هند لليلى:
ناوليني ذلك الطبق.
وقد اشتهرت ليلى بالأنفة وعظم النفس فقالت:
لتقم صاحبة الحاجة إلى حاجتها.
فقالت:
ناوليني.
وألحت هند عليها. فقالت ليلى:
واذلاه! يا لتغلب!
فما آن سمع عمرو بن كلثوم ذلك ثار الدم في وجهه والقوم يشربون الخمر. ونَظَرَ عمرو بن هند إلى عمرو بن كلثوم، فعرف الشر في وجهه، وقد سمع قول أمه: واذلاه! يا لتغلب!، ونظر إلى سيف عمرو بن هند، وهو مُعلق بالسُّرادق ولم يكن بالسرادق سيفٍ غيره فثار إلى السيف مُصلتاً فضرب به رأس عمرو بن هند فقتله ثم خرج فنادى:
يا لتغلب.
فقامَ الفرسان فانتهبوا ماله وخيله وسبوا النساء وعادوا إلى الجزيرة العربية.
وقد كان المهلهل بن ربيعة وكلثوم بن مالك أبو عمرو بن كلثوم في أحد الأيام اجتمعوا في بيت كلثوم على شراب، قال وعمرو يومئذ غلام وليلى أم عمرو تَسقيهم فبدأت بأبيها المُهلهل ثم سقت زوجها كلثوم بن مالك ثم ردت الكأس على أبيها وإبنها عمرو عن يمينها فغضب عمرو من صنيعها وقال: 
فلطمه أبوه وقال: 
يا لكع (أي يا أحمق)، بلى والله شر الثلاثةِ. أتجترئ أن تتكلم بِهذا الكلام بين يديّ. فلما قتل عمرو بن هند قالت له أمه: (بأبي أنت وأمي، أنت والله خيرُ الثلاثةِ اليوم).